# Chester Morris
Chester Morris, nato John Chester Brooks Morris (New York, 16 febbraio 1901 – New Hope, 11 settembre 1970), è stato un attore statunitense.

## Biografia
Appartenente a una famiglia di attori (suo padre era l'attore William Morris, sua madre Etta Hawkins ed era fratello di Adrian Morris), nacque a New York il 16 febbraio 1901.
Iniziò giovanissimo, nel 1917, la sua carriera di attore cinematografico in An Amateur Orphan, diretto da Van Dyke Brooke. Nel 1918 apparve a Broadway in The Copperhead, una commedia di Augustus Thomas che aveva come protagonista Lionel Barrymore.
Nel 1941, la Columbia Pictures lo mise sotto contratto per interpretare il ruolo di Boston Blackie, un investigatore protagonista di una serie gialla che avrebbe incontrato un grande successo di pubblico.
Molti i ruoli interpretati nella sua lunghissima carriera, iniziata negli anni dieci e conclusasi nel 1970, poco prima della sua morte, avvenuta a New Hope, in Pennsylvania.

## Premi e riconoscimenti
Nel 1930 ottenne la nomination all'Oscar quale migliore attore per il film Alibi (1929), diretto da Roland West.

## Vita privata
Chester Morris si sposò due volte: la prima con Suzanne Kilborn. Dal matrimonio (1927-1939) nacquero due figli, Brooks e Cynthia. L'unione finì in un divorzio. Il secondo matrimonio, celebrato il 30 novembre 1940, fu quello con Lillian Kenton Barker. La coppia ebbe un figlio, Kenton.
Sofferente da tempo di cancro, la malattia fu la probabile causa che spinse nel 1970 l'attore alla decisione di togliersi la vita tramite un'overdose di barbiturici.

## Spettacoli teatrali
- The Copperhead (Broadway, 18 febbraio 1918-giugno 1918)

## Filmografia parziale

### Cinema
- An Amateur Orphan, regia di Van Dyke Brooke (1917)
- The Beloved Traitor, regia di William Worthington (1918)
- Loyal Lives, regia di Charles Giblyn (1923)
- La strega di York (The Road to Yesterday), regia di Cecil B. DeMille (1925)
- Alibi, regia di Roland West (1929)
- Nell'ora suprema (Fast Life), regia di John Francis Dillon (1929)
- Woman Trap, regia di William A. Wellman (1929)
- Rivista delle nazioni (The Show of Shows), regia di John G. Adolfi (1929)
- Second Choice, regia di Howard Bretherton (1930)
- The Case of Sergeant Grischa, regia di Herbert Brenon (1930)
- Vertigine del lusso (Playing Around), regia di Mervyn LeRoy (1930)
- La divorziata (The Divorcee), regia di Robert Z. Leonard (non accreditato) (1930)
- Carcere (The Big House), regia di George W. Hill e Ward Wing (1930)
- Corsair, regia di Roland West (1931)
- Peccatori (Sinners in the Sun), regia di Alexander Hall (1932)
- Red-Headed Woman, regia di Jack Conway (1932)
- Embarrassing Moments, regia di Edward Laemmle (1934)
- La carne e l'anima (Society Doctor), di George B. Seitz (1935)
- Frankie and Johnnie, regia di John H. Auer, Chester Erskine (1936)
- La tragedia del Silver Queen (Five Came Back), regia di John Farrow (1939)
- Per tutta la vita (Blind Spot), regia di Robert Gordon (1947)
- The She-Creature, regia di Edward L. Cahn (1956)
- Per salire più in basso (The Great White Hope), regia di Martin Ritt (1970)

### Televisione
- Lights Out – serie TV, episodio 4x22 (1952)
- The Philip Morris Playhouse – serie TV, episodio 1x21 (1954)
- Pursuit – serie TV, episodio 1x04 (1958)
- Gli uomini della prateria (Rawhide) – serie TV, episodio 3x06 (1960)
- Scacco matto (Checkmate) – serie TV, episodio 2x01 (1961)
- Ben Casey – serie TV, episodio 1x05 (1961)
- Missione segreta (Espionage) – serie TV, episodio 1x18 (1964)
- Mr. Broadway – serie TV, episodio 1x07 (1964)
- Assistente sociale (East Side/West Side) – serie TV, episodio 1x23 (1964)
- Cimarron Strip – serie TV, episodio 1x22 (1968)